# Mission top secret
Pour le film de 1967, voir Mission T.S.
Pour les articles homonymes, voir Top secret.
Mission top secret est une série télévisée franco-australienne en 48 épisodes de 25 minutes créée par Roger Mirams et diffusée entre le 8 novembre 1993 et le 15 décembre 1995 sur le réseau Network Ten.
En France, elle a été diffusée du 4 juillet 1994 au 27 juillet 1994, pour la première saison, et du 2 août 1996 au 30 août 1996, pour la seconde saison, dans Les Minikeums sur France 3, et sur Canal J entre 1994 et 2001.
 Dans les autres pays francophones, la série a été vue au Québec à la Télévision de Radio-Canada, en Suisse sur la TSR et en Belgique sur La Deux, dans l'émission Ici Bla-Bla.
Il s'agit d'une série télévisée franco-australienne parlant d'une organisation connue sous le nom de "réseau Centaure" (Centauri Network en v.o.), un réseau d'enfants et d'adolescents du monde entier combattant le crime et résolvant des mystères à l'aide de gadgets très en avance sur l'époque.
L'épisode pilote de la série est un téléfilm du même nom, inédit en France, diffusé en 1991. Il faisait partie de la série des South Pacific Advenure pour un budget de 1 million de dollars.
La distribution principale comporte originellement les acteurs Jennifer Hardy, Andrew Shepherd, Deanna Burgess, Rossi Kotsis, Shane Briant (également au casting de l'épisode pilote de 1991) et Frederick Parslow puis les trois premiers sont remplacés dans la seconde saison par Emma Jane Fowler, Jamie Croft et Lauren Hewett.

## Synopsis
Lorsque Jemma Snipe, 12 ans, se connecte par accident à un satellite de télécommunications désaffecté, elle découvre qu'elle a un contact audiovisuel avec d'autres enfants du monde entier via leurs ordinateurs respectifs.
Avec l'aide et les moyens financiers de Sir Joshua Cranberry, millionnaire et inventeur de génie, elle crée le réseau Centaure, une organisation mondiale de lutte contre le crime composée d'enfants qui sont reliés par ordinateur en utilisant le réseau.
Jemma est la fille de Madame Snipe, l'assistante de Sir Joshua.
Leur principal ennemi est un malfaiteur international, Neville Savage, une sorte de génie du crime qui les poursuit dans divers pays.
L'inventeur, Sir Joshua Cranberry, est l'oncle des jumeaux Wiggins, Victoria et Albert, qui sont les principaux protagonistes de la première saison.

## Caractéristiques

### Tournage
Du fait qu'il s'agisse d'une coproduction internationale impliquant plusieurs pays, les épisodes reflètent une certaine cette diversité à travers les différents lieux de tournage retenus.
Si l'on met de côté les scènes tournées en studio, en particulier celles se déroulant dans le quartier général du Réseau Centaure, le lieux de tournage principaux furent: 
Sydney (épisodes 1.01, 1.02 , 1.05, 1.06, 1.09,1.13, 1.21, 1.22, 1.23 et 1.24), 
Rügen (épisodes 1.05, 1.06, 1.07 et 1.08), 
Hambourg (épisodes 1.05, 1.06, 1.07, 1.08 et 1.09), 
Mölln (épisode 1.07), 
Montlouis-sur-Loire (épisodes 1.09, 1.10, 1.11 et , 1.12), 
Paris  (épisode 1.09),
Rochecorbon (épisodes 1.09, 1.10, 1.11 et , 1.12), 
Amboise (épisodes 1.09, 1.10, 1.11 et , 1.12), 
Chenonceaux (épisode 1.11),
Cala Figuera (épisodes 1.13, 1.14, 1.15 et 1.16), 
Lugano (épisodes 1.13, 1.14, 1.15 et 1.16), 
Morcote (épisode  1.14),
Yorkshire (épisodes 1.17, 1.18 et 1.20), Goole (épisode 1.18), 
Gdansk (épisode 1.18) et 
Cracovie (épisodes 1.17, 1.18, 1.19 et 1.20).

### Musique
Le compositeur du thème original utilisé dans le générique d'introduction en version original est Ian Davidson qui a également réalisé la plupart des musiques des utilisées dans les épisodes (1.01 à 1.04, 1.09 à 1.12 et 1.13 à 1.20,).
Cependant les génériques français d'ouverture et de fin de chaque épisode de la saison 1 de la série ont bénéficié de musiques originales chantées lors de la première saison sur France 3 en 1994.
Celle-ci ont été écrites par Benjamin Legrand, Jean-Jacques Gaffié et Michel Goglat, interprétée par Maidi Roth et arrangée par Philippe Briche.
Lors de la diffusion de la seconde en 1996, la musique du générique originale composée par Ian Davidson, remplaça les musiques françaises.

### Diffusion internationale
Sauf indication contraire, les informations mentionnées dans cette section peuvent être confirmées par la base de données cinématographiques IMDb,  présente dans la section « Liens externes ».
Le tableau suivant donne une liste non exhaustive des diffuseurs internationaux de la série.
| Pays        | Titre de la série       | Nom du diffuseur                        | Période de première diffusion | Période de première diffusion          | Période de première diffusion           |
| Pays        | Titre de la série       | Nom du diffuseur                        | Pilote                        | Saison 1                               | Saison 2                                |
| France      | Mission Top Secret      | France 3                                | Jamais                        | Du 4 juillet 1994 au 27 juillet 1994   | Du 2 août 1996 au 30 août 1996          |
| France      | Mission Top Secret      | Canal J                                 | 1994-2001                     | 1994-2001                              | 1994-2001                               |
| Belgique    | Mission Top Secret      | La Deux                                 |                               |                                        |                                         |
| Suisse      | Mission Top Secret      | Radiotelevisione Della Svizzera Italian |                               |                                        |                                         |
| Suisse      | Mission Top Secret      | TSR                                     |                               |                                        |                                         |
| Canada      | Mission Top Secret      | Télévision de Radio-Canada              |                               |                                        |                                         |
| Australie   | Mission Top Secret      | Channel 10                              | 1991                          | Du 8 novembre 1993 au 16 décembre 1993 | Du 6 novembre 1995 au 15 décembre 1995  |
| Royaume-Uni | Mission Top Secret      | Yorkshire TV                            | Inconnu                       | Du 25 juillet 1994 au 31 juillet 1995  | Du 17 juillet 1995 au 12 octobre 1996   |
| Espagne     | Mission Top Secret      | Radiotelevision Espanola                | 1993-1996                     | 1993-1996                              | 1993-1996                               |
| Italie      | Mission Top Secret      | Reteitalia                              | 1994-1995                     | 1994-1995                              | 1994-1995                               |
| Pays-Bas    | Mission Top Secret      | Kindernet                               | 1992-1995                     | 1992-1995                              | 1992-1995                               |
| Allemagne   | Achtung - Streng geheim | NDR & NDR International                 | 27 novembre 1992              | Du 5 octobre 1994 au 23 novembre 1994  | Du 10 novembre 1995 au 15 décembre 1995 |
| Pologne     | Tajna misja             | TVP 2                                   | 1994-1995                     | 1994-1995                              | 1994-1995                               |
| Pologne     | Tajna misja             | TVP ABC                                 | 2014-2022                     | 2014-2022                              | 2014-2022                               |
| ----------- | ----------------------- | --------------------------------------- | ----------------------------- | -------------------------------------- | --------------------------------------- |

## Distribution

### Acteurs principaux
| Acteur            | Personnage           | épisode pilote | saison 1  | saison 2  |
| Jennifer Hardy    | Victoria « Vicki »   |                | Principal |           |
| Andrew Shephard   | Albert Wiggins       |                | Principal |           |
| Deanna Burgess    | Jemma Snipe          |                | Principal |           |
| Rossi Kotsis      | Spike Baxter         | Principal      | Principal |           |
| Shane Briant      | Neville Savage       | Principal      | Principal | Principal |
| Frederick Parslow | Sir Joshua Cranberry |                | Principal | Principal |
| Emma Jane Fowler  | Sandy Weston         | Récurrente     | Principal |           |
| Jamie Croft       | David Fowler         |                | Principal |           |
| Lauren Hewett     | Kat Fowler           |                | Principal |           |
| ----------------- | -------------------- | -------------- | --------- | --------- |

### Acteurs secondaires
Le tableau suivant liste les acteurs secondaires, à savoir les acteurs autres que ceux du casting principal apparus dans plusieurs groupes d'épisodes:

### Acteurs récurrents ou invités
Le tableau ci-dessus liste les acteurs récurrents ou invités, à savoir les acteurs apparus sur plusieurs parties d'un même groupe d'épisodes (ou épisode non scindé):

## Épisodes

### Pilote (1991)
- The Puzzle Palace (Téléfilm pilote qui montre le lancement Alpha Centauri "Astrotel", inédit en France)

### Première saison (1993-1994)
Le tableau ci-joint détaille les 6 groupes d'épisodes (ou épisodes non-scindés) et les 24 parties (ou épisodes scindés):
| №    | Nom de l'épisode | Nom de l'épisode | Date de 1ère diffusion France | Résumé |
| №    | Non scindé | N° partie        | Date de 1ère diffusion France | Résumé |
| 1.01 | La Nuit de l'étoile - France The Falling Star - Australie Die Jagd auf Astrotel - Allemagne Noc spadającej gwiazdy - Pologne                       | 1/4,             | Lundi 4 juillet 1994          | Le réseau Centaure est fondé par Jemma Snipes suite à une fausse manipulation sur son ordinateur l'ayant mis en contact avec plusieurs enfants dans le Monde. Au même moment, le génie du crime Neville Savage, désire s'emparer de l'Astrotel, le système de communication satellite développé par Georges Wiggins, accidentellement décédé avec son épouse. Pensant pouvoir obtenir des informations de leurs enfants, Albert et Victoria, il fait ainsi placé sous surveillance. Ceux-ci, accompagnés de Spike, arrivent cependant à éviter une tentative de capture, lors d'une sortie en ville, en se cachant dans une camionnette de laverie.              |
| 1.02 | La Nuit de l'étoile - France The Falling Star - Australie Die Jagd auf Astrotel - Allemagne Noc spadającej gwiazdy - Pologne                       | 2/4,             | Mardi 5 juillet 1994          | Ayant échappé aux hommes de main de Neville Savage, les enfants se réfugient dans l'ancien appartement de la famille Wiggins où ils sont retrouvés par leur oncle, Sir Joshua Cranberry. Celui obtient la garde de ces neveux et leur fait quitter l'orphelinat. Pris en filature, leur oncle les dépose à proximité de la ferme des Cranberry, tandis qu'il sème sa poursuivante. Une fois arrivés sur place, Albert et Victoria font la connaissance de Jenna Snipe et de sa mère, l'assistante de leur oncle. |
| 1.03 | La Nuit de l'étoile - France The Falling Star - Australie Die Jagd auf Astrotel - Allemagne Noc spadającej gwiazdy - Pologne                       | 3/4,             | Mercredi 6 juillet 1994       | Alors qu'ils commencent à prendre leurs marques à la ferme Cranberry, les enfants retrouvent une disquette laissée par leur père. Celle-ci contient toutes les informations sur l'Atrotel, même si une partie seulement est accessible du fait d'une protection par mot de passe. Ils partent avec leur oncle dans la zone d’atterrissage probable du satellite, tandis que les hommes de main de Savage échouent à les capturer à nouveau. |
| 1.04 | La Nuit de l'étoile - France The Falling Star - Australie Die Jagd auf Astrotel - Allemagne Noc spadającej gwiazdy - Pologne                       | 4/4,             | Jeudi 7 juillet 1994          | Les Cranberry campent sur une plage mais sont repérés par Raven, la spécialiste en infiltration de Neville Savage. Après s'être égarés les enfants retrouvent leur oncle et cette dernière, se faisant passer pour une touriste égarée. Celle-ci permet à Neville Savage de s'emparer des informations cruciales sur l'endroit et l'heure exacte d'arrivée de l'Astrotel. Bien qu'arrivés après ces derniers, les enfants parviennent à s'emparer du cerveau de l'Astrotel tandis que la police fédérale arrivent pour neutraliser la bande de Savage, ce dernier arrivant à s'éclipser avec Raven.                                                              |
| 1.05 | Les Aigles de l'est - France Eagles From the East - Australie Die Adler aus dem Osten - Allemagne Orły ze wschodu - Pologne                        | 1/4,             | Vendredi 8 juillet 1994       | Sur l'ile de Rügen, des enfants, dont d'Olly Bergman, parviennent à empêcher deux braconniers de s'emparer d’œuf des aigles des mers. Leur employeur, Von Steinfurth, travaillant pour Neville Savage, les renvoie aussitôt faire une nouvelle tentative qui réussit. Pistés par les enfants, les braconniers parviennent à remettre les œufs volés avant d'être arrêtés par la police, qui doit les relâcher faute de preuve. Les aigles en captivité étant parallèle malades, la vétérinaire du zoo et mère d'Olly, fait appel à l'aide de Sir Joshua Cranberry.                                                                                               |
| 1.06 | Les Aigles de l'est - France Eagles From the East - Australie Die Adler aus dem Osten - Allemagne Orły ze wschodu - Pologne                        | 2/4,             | Samedi 9 juillet 1994         | Ayant découvert que des aigles partout dans les zoo du monde semblent souffrir du même mal, les enfants du réseau Centaure finissent par identifier les rayons alpha comme étant à l'origine du mal. A leur insue, Neville Savage prévoit d'éliminer touts les aigles, en dehors des siens, afin d'emparer de l'espèce. Après avoir repérés Von Steinfurth avec un appareil à onde alpha au zoo de Hambourg, les enfants le suivent jusqu'au parc d'attraction de la ville où il parvient à les semer. |
| 1.07 | Les Aigles de l'est - France Eagles From the East - Australie Die Adler aus dem Osten - Allemagne Orły ze wschodu - Pologne                        | 3/4,             | Dimanche 10 juillet 1994      | Bien que parvenus à entendre une conversation entre Von Steinfurth et Neville Savage, les enfants ne sont pas pris au sérieux par Mme. Bergmann. Toutefois Sir Cranberry pense que l'hypothèse des ondes alpha est crédible et décide d'aller sur Rügen pour repérer le dispositif. Bien consignés, les enfants s'y rendent aussi avec les volontaires. Sur place cependant Von Steinfurth neutralise les appareils de Sir Cranberry et capture Gisela Bergmann la soeur d'Olly. |
| 1.08 | Les Aigles de l'est - France Eagles From the East - Australie Die Adler aus dem Osten - Allemagne Orły ze wschodu - Pologne                        | 4/4,             | Lundi 11 juillet 1994         | Après avoir neutralisé Sir Cranberry, Von Steinfurth capturé Siggi qu'il ramène au château où se trouve Neville Savage. Ce dernier compte sur lui pour exécuter la dernière partie de son plan, à savoir éliminer tous les aigles de l'île de Rügen. Cependant Olly réussit à neutraliser l'appareil, permettant la capture de Von Steinfurth. Alors que Neville Savage s'échappe en hélicoptère avec les œufs d'aigle, Olly parvient à récupérer la boite les contenant grâce à l'aimantoscope de Sir Cranberry. |
| 1.09 | L'Affaire Léonard - France The Mona Lisa Mix-up - Australie Das Geheimnis der Mona Lisa - Allemagne Mona Lisa - Pologne                            | 1/4,             | Mardi 12 juillet 1994         | Alors que des vols sans liens apparents ont lieu à Sydney et Hambourg, Sir Cranberry arrive en France, avec ses neveux, pour participer au Congrès des inventeurs à Amboise. Ils sont accueillis par le conservateur du Musée Léonard de Vinci d'Amboise et son neveu Pierre, ainsi que Marie du réseau Centaure France qui se trouve déjà sur place. Neville Savage, également à Amboise, fait enlever le conservateur afin de s'emparer de document inédits de Léonard de Vinci. |
| 1.10 | L'Affaire Léonard - France The Mona Lisa Mix-up - Australie Das Geheimnis der Mona Lisa - Allemagne Mona Lisa - Pologne                            | 2/4,             | Mercredi 13 juillet 1994      | Neville Savage, déguisé sous les traits du conservateur, se rend au musée pour s'emparer des documents sur Léonard de Vinci. Cependant Pierre, convaincu d'être en présence d'un imposteur, découvre, avec les enfants de Centaure, un document ayant échappé au voleur. Ce dernier les amène dans un tunnel menant sans le savoir jusqu'au repère de Neville Savage. Celui-ci, cherchant à réaliser une invention de Léonard de Vinci, envoie la Panthère à la ferme Cranberry s'emparer d'un cristal de quartz. Cependant les enfants du quartier général mettent en échec cette dernière.                                                                     |
| 1.11 | L'Affaire Léonard - France The Mona Lisa Mix-up - Australie Das Geheimnis der Mona Lisa - Allemagne Mona Lisa - Pologne                            | 3/4,             | Jeudi 14 juillet 1994         | Cherchant à retrouver son grand-père, Pierre et les enfants de Centaure découvrent de nouveaux indices les mettant la piste d'un autre tunnel. En le suivant ils aboutissent au quartier général de Neville Savage. Découverts, Pierre est capturé tandis que les enfants s'échappent vers la surface poursuivi par les hommes de main de Savage. Ils parviennent à les semer, mais Marie se fait emporter par une montgolfière. |
| 1.12 | L'Affaire Léonard - France The Mona Lisa Mix-up - Australie Das Geheimnis der Mona Lisa - Allemagne Mona Lisa - Pologne                            | 4/4,             | Vendredi 15 juillet 1994      | Neville Savage arrive à attirer Sir Cranberry jusqu'à son château pour celui-ci l'aide à achever la machine de Léonard de Vinci, tandis que les enfants accompagnés de François y retournent discrètement. La machine étant opérationnelle, Neville Savage envoie ses hommes de main faire le disparaître ainsi que Pierre et son grand-père à l'aide d'une invention de Léonard de Vinci. Profitant de l'occasion, les enfants neutralisent Savage et suivent les hommes de main jusqu'à la pagode du château de Chantaloup. Portée par le vent, Marie arrivée avec sa montgolfière à la verticale de l'engin arrive à le neutraliser avec des lests de sables. |
| 1.13 | Le Trésor de Cala Figuera - France The Treasure of Cala Figuera - Australie Der Schatz von Cala Figuera - Allemagne Skarb z Cala Figuera - Pologne | 1/4,             | Samedi 16 juillet 1994        | Sir Cranberry et ses neveux viennent à Cala Figura à la demande de Francesca pour enquêter sur la disparition des poissons. Il s'agit en réalité d'une manœuvre de Neville Savage pour réussir à mettre la main sur le calice de la Cala Figuera, ce que soupçonne Victoria en fouillant discrètement son yatch. Cependant les enfants après avoir discuté avec le vieux Sancho découvrent le nom de Fiorelli. Cet indice permet à Centaure Sydney de remonter jusqu'à un de ses descendants qui les oriente sur l'église de Morcote en Suisse. |
| 1.14 | Le Trésor de Cala Figuera - France The Treasure of Cala Figuera - Australie Der Schatz von Cala Figuera - Allemagne Skarb z Cala Figuera - Pologne | 2/4,             | Dimanche 17 juillet 1994      | Lucia et Guido trouvent la Bible des Fiorelli à l'église de Morcote et parviennent à la prendre en photo malgré l'intervention de Topaz. Cet indice permet à Sancho d'orienter les enfants vers la forteresse de Santueri où ils découvrent la moité d'une croix. Mais l'intervention des hommes de main de Savage la capture de Victoria. En fouillant le yatch de ce dernier, Albert, Francesca et Pedro trouve un indice les orientant vers la villa de Savage. |
| 1.15 | Le Trésor de Cala Figuera - France The Treasure of Cala Figuera - Australie Der Schatz von Cala Figuera - Allemagne Skarb z Cala Figuera - Pologne | 3/4,             | Lundi 18 juillet 1994         | Alors qu'Albert, Francesca et Pedro s'approchent de la villa, Victoria parviant à se libérer et à les rejoindre. Ensemble ils réussissent à découvrir la seconde partie de la croix et à échapper aux hommes de main de Savage. Convaincu que le calice se trouve à Locarno, celui-ci abandonne la traque pour s'y rendre. Albert et Victoria le suivent en se glissant dans une caisse d'équipement avant d'être libéré à Locarno par Lucia et Guido. Ceux-ci suivent Savage jusqu'à l'île de Brissago. |
| 1.16 | Le Trésor de Cala Figuera - France The Treasure of Cala Figuera - Australie Der Schatz von Cala Figuera - Allemagne Skarb z Cala Figuera - Pologne | 4/4,             | Mardi 19 juillet 1994         | Ayant compris que le calice se trouve à Lugano, les enfants laissent Savage et ses hommes sur l'île de Brissago. Sur place, les enfants comprennent que le calice se trouve sur le Mont San Salvatore. Après avoir semés les hommes de Savage dans le château, Albert et Victoria découvrent le calice caché dans l'église au sommet de la montagne. Après une confrontation avec Neville Savage au sommet, ils parviennent à rapporter le calice à la Cala Figuera. |
| 1.17 | Le Dernier étalon - France Polish Pony Puzzle - Australie Die Spur führt nach Polen - Allemagne Tajemnica polskiego źrebaka - Pologne              | 1/4,             | Mercredi 20 juillet 1994      | Sir Joshua rend visite avec ses neveux à sa tante Edith dans le Yorkshire qui est en querelle avec son voisin Sir Stanley. Devenus amis avec la fille de ce dernier, Victoria et Albert cherchent à l'aider lorsque son cheval, katchek, est dérobé. En enquêtant ils découvrent que l'animal a été dérolé par les hommes de Savage mais se font surprendre. |
| 1.18 | Le Dernier étalon - France Polish Pony Puzzle - Australie Die Spur führt nach Polen - Allemagne Tajemnica polskiego źrebaka - Pologne              | 2/4,             | Jeudi 21 juillet 1994         | Ayant échappé aux hommes de Savage, les enfants échouent à empêcher que Katchek soit embarqué sur bateau. Néanmoins, le cheval ayant un collier de Centaure, ils apprennent que celui-ci est en route pour la Pologne. Mais à Gdansk Neville Savage parvient à dissimuler l'animal à la police. Cependant Jan continue la poursuite jusque dans le train de Savage. Mais découvert, il doit sauter du train sans le cheval. |
| 1.19 | Le Dernier étalon - France Polish Pony Puzzle - Australie Die Spur führt nach Polen - Allemagne Tajemnica polskiego źrebaka - Pologne              | 3/4,             | Vendredi 22 juillet 1994      | Victoria et Albert ayant fait parvenir de fausses informations à leur oncle au sujet du litige entre les Cranberry et les Stanlay, ceux-ci rejoignent Jean à Cravovie. Aidé de l'oncle de ce dernier, ils retrouvent la trace de Savage dans une propriété. Mais sans toutefois retrouver le cheval malgré l'intervention de la police. |
| 1.20 | Le Dernier étalon - France Polish Pony Puzzle - Australie Die Spur führt nach Polen - Allemagne Tajemnica polskiego źrebaka - Pologne              | 4/4,             | Samedi 23 juillet 1994        | Retourné seul dans la propriété de Savage, Jan réussit à trouver Katchek. Alertés par son oncle inquiet de sa disparition, Albert et Victoria déterminent que Jan est dans une mine de sel. Ayant réussit à récupérer Katchek, les enfants réussissent à le faire s'échapper par une autre sortie poursuivis par les hommes de Savage. L'intervention des pompiers de Cracovie sauve la situation. Katchek est ramené à Sir Stanley qui a fait la paix avec tante Edith. |
| 1.21 | Trahison à Sydney France The Flight of the Golden Goose Australie Chaos im Computer - Allemagne Lot Złotej Gęsi - Pologne                          | 1/4,             | Dimanche 24 juillet 1994      | Affaibli par ses précédents échecs, Neville Savage a recuté Hacker un génie de l'informatique pour se venger de Centaure ainsi que sa soeur Sandy. Celle-ci infiltre la ferme des Cranberry, qui reçoit des membres de Centaure du Monde entier, pour pirater momentanément les communications du terminal. |
| 1.22 | Trahison à Sydney France The Flight of the Golden Goose Australie Chaos im Computer - Allemagne Lot Złotej Gęsi - Pologne                          | 2/4,             | Lundi 25 juillet 1994         | Sandy se fait passer pour un membre du réseau Centaure pour infiltrer profondément le quartier-général. Une fois sur place, elle gagne la confiance des autres membres de Centaure et réussit à injecter un virus à Terminal permettant à Hacker d'en prendre le contrôle. |
| 1.23 | Trahison à Sydney France The Flight of the Golden Goose Australie Chaos im Computer - Allemagne Lot Złotej Gęsi - Pologne                          | 3/4,             | Mardi 26 juillet 1994         | Profitant de son contrôle sur le terminal, Neville Savage sème le chaos dans le réseau Centaure en alimentant de fausses informations. Une pépitte d'or ayant été découverte sur le terrain de Madame Burdock, voisine de la ferme des Cranberry, Neville Savage décide de s'introduire dans le quartier général de Centaure pour s'en emparer. |
| 1.24 | Trahison à Sydney France The Flight of the Golden Goose Australie Chaos im Computer - Allemagne Lot Złotej Gęsi - Pologne                          | 4/4,             | Mercredi 27 juillet 1994      | Ayant dérobé la pépitte et révélé son plan, Neville Savage laisse le réseau Centaure ravagé. Aidé par Sandy, qui a changé de camp, Jemma parvient a retirer le virus de Terminal. Spike et Sandy infiltre le repaire de Savage et y libèrent Hacker. Ils abordent le navire de Savage et récupèrent la pépitte de Madame Burdock. Découverts, ils sont sauvés par l'intervention de la police qui arrête Neville Savage. |
| ---- | --- | ---------------- | ----------------------------- | --- |

### Deuxième saison (1995)
| Numéro d'épisode | Nom de l'épisode non scindé    | Nom de l'épisode non scindé | Nom d'épisode France (scindé)          | Date de 1ère diffusion France |
| Numéro d'épisode | Australie                      | Allemagne                   | Nom d'épisode France (scindé)          | Date de 1ère diffusion France |
| 2.01             | The Crown Jewels Are Missing   | Die Kronjuwelen sind weg    | Les Joyaux de la Couronne ont disparu, | Vendredi 2 aout 1996          |
| 2.02             | The Crown Jewels Are Missing   | Die Kronjuwelen sind weg    | L'Incendie,                            | Lundi 5 aout 1996             |
| 2.03             | The Crown Jewels Are Missing   | Die Kronjuwelen sind weg    | Le Rendez-vous,                        | Mardi 6 aout 1994             |
| 2.04             | The Crown Jewels Are Missing   | Die Kronjuwelen sind weg    | Prisonniers!,                          | Mercredi 7 aout 1996          |
| 2.05             | The Return Of The Dinosaur     | Das Dino-Ei                 | La Réapparition du Dinosaure,          | Jeudi 8 aout 1996             |
| 2.06             | The Return Of The Dinosaur     | Das Dino-Ei                 | La poursuite,                          | Vendredi 9 aout 1996          |
| 2.07             | The Return Of The Dinosaur     | Das Dino-Ei                 | Le Passage secret,                     | Dimanche 11 aout 1996         |
| 2.08             | The Return Of The Dinosaur     | Das Dino-Ei                 | Balle de match,                        | Lundi 12 aout 1996            |
| 2.09             | The Golden Voice               | Die goldene Stimme          | La Voix d'or,                          | Mardi 13 aout 1996            |
| 2.10             | The Golden Voice               | Die goldene Stimme          | Le collier maléfique,                  | Mercredi 14 aout 1996         |
| 2.11             | The Golden Voice               | Die goldene Stimme          | Un drôle de coup de fil,               | Jeudi 15 aout 1996            |
| 2.12             | The Golden Voice               | Die goldene Stimme          | Les Rats,                              | Vendredi 16 aout 1996         |
| 2.13             | The Treasure Of Elephant Ridge | Der Schatz der Phoenizier   | Au Pays des éléphants,                 | Dimanche 18 aout 1996         |
| 2.14             | The Treasure Of Elephant Ridge | Der Schatz der Phoenizier   | Panique,                               | Lundi 19 aout 1996            |
| 2.15             | The Treasure Of Elephant Ridge | Der Schatz der Phoenizier   | Sortilège,                             | Mardi 20 aout 1996            |
| 2.16             | The Treasure Of Elephant Ridge | Der Schatz der Phoenizier   | Rhinos, hippos, crocos,                | Mercredi 21 aout 1996         |
| 2.17             | The Emperor's Pearl            | Die schwarze Perle          | La perle noire,                        | Jeudi 22 aout 1996            |
| 2.18             | The Emperor's Pearl            | Die schwarze Perle          | On a volé le Gravitron,                | Vendredi 23 aout 1996         |
| 2.19             | The Emperor's Pearl            | Die schwarze Perle          | Un éternuement catastrophique,         | Dimanche 25 aout 1996         |
| 2.20             | The Emperor's Pearl            | Die schwarze Perle          | Balade en montagne,                    | Lundi 26 aout 1996            |
| 2.21             | The Toymaker                   | Der Spielzeugmacher         | Le fabricant de jouets,                | Mardi 27 aout 1996            |
| 2.22             | The Toymaker                   | Der Spielzeugmacher         | Un casse à la banque,                  | Mercredi 28 aout 1996         |
| 2.23             | The Toymaker                   | Der Spielzeugmacher         | Super héros,                           | Jeudi 29 aout 1996            |
| 2.24             | The Toymaker                   | Der Spielzeugmacher         | C'est la fin de tout,                  | Vendredi 30 aout 1996         |
| ---------------- | ------------------------------ | --------------------------- | -------------------------------------- | ----------------------------- |